# 臺灣警察協會
臺灣警察協會是臺灣日治時期1917年成立的半官方協會，目的是為了增進台灣警察職員福利及權益，提供警察撫卹及相關補助、經營警察會館及溫泉地的療養所、發行書刊等。

## 介紹
臺灣警察協會成立於1917年6月1日，性質上為半官方的機構，協會本部設在臺灣總督府警務局，並在各州應設置支部（台北、新竹、台中、台南、高雄、花蓮港、台東、澎湖支部），協會總裁由臺灣總督擔任，會長為民政長官，副會長為警務局長，理事為警務局各課長，支部長為各州廳知事及廳長，副支部長為州警務部長及廳警務課長。協會的事業包含發行《臺灣警察協會雜誌》、《臺灣警察時報》月刊、殉職警察遺族救濟、功勞者表揚（於每年始政紀念日擇優表揚）、殉職者祭祀、設置警察文庫、興建警察宿舍、出版圖書、就學子女補助、建設警察會館（1930年完工）、建設警察療養所、蕃地交易、香菸共同購買、殉職者遺族教育補助。
蕃地交易是由於日治時期的蕃地交易管制，蕃地交易僅能由政府設置蕃地交易所或少數可由民間特許經營，以達到撫育目的，例如以較高價收購農產物，以較低價收購獵物，再將物品向外販售，臺灣警察協會每年蕃地交易的收益約3萬圓。香菸共同購買是由專賣局委託臺灣警察協會販售，以供給蕃地警察的香菸需求。

## 警察療養所
台灣警察協會最初於1918年在草山溫泉設置草山療養所，之後陸續在其他溫泉地設置療養所，例如北投溫泉、關子嶺溫泉、井上溫泉等，依設立時間先後如下所示：

### 草山療養所
由臺灣救濟團興建，之後無償讓給台灣警察協會，在1918年7月25日開始營業，佔地約1,348坪，主建物為木造平房，設有16個客房，增建的別館在1933年9月完工，客房則在1936年11月改建為木造兩層樓建物，樓上房間稱為大屯、七星、竹子、觀音，樓下房間稱為櫻、桃、松、竹、梅、楓。現為警政署宿舍，仍存部分舊有構造。

### 北投搖光庵
北投療養所位於北投溫泉，距離新北投車站約4町，原為臺北州管轄的水道事務所建物，之後無償借給台灣警察協會，在1921年開始經營並命名為「搖光庵」，在1926年由臺灣救濟團收購並讓予台灣警察協會。於1929年在原建物外增建兩層樓建物作為客房。

### 關子嶺暢神庵
當時認為台灣中南部因氣候較熱，健康狀況處於較不良的條件，然而已開設的療養所皆位於北部，臺灣救濟團於是決定在臺南州新營郡白河庄的關子嶺溫泉興建療養所。臺灣救濟團耗資32,000多圓興建，工程包含建物及跨溪的便橋，在1927年12月20日開所，建築由台南州土木技師宇敷赳夫設計。目前為關子嶺警光山莊。

### 井上療養所

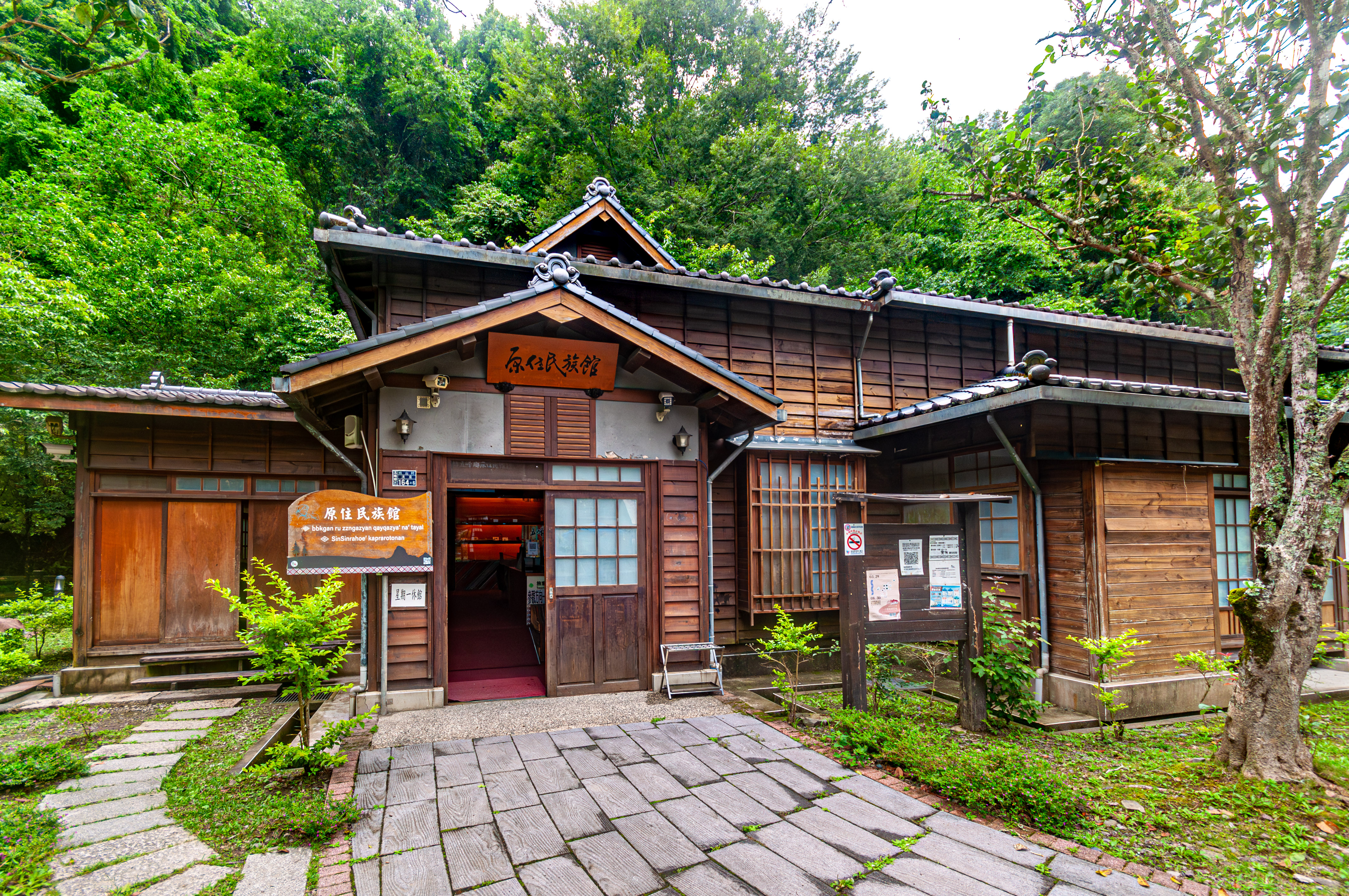
原住民族館（原井上療養所，已重建）

井上療養所位於新竹州竹東郡蕃地的井上溫泉（戰後改稱清泉溫泉），由於此處的溫泉資源豐富，原本在警察駐在所旁設置了簡易的溫泉設施供警察相關人員使用。臺灣救濟團於後來在此興建警察療養所，於1932年1月動工，同年11月落成，12月讓予台灣警察協會經營，療養所建物是由新竹州技師住谷茂夫設計。
二戰後，張學良被軟禁居住於此處，建物後於1963年被葛樂禮颱風造成洪水摧毀，後由新竹縣政府重建，作為張學良故居紀念館、原住民族館。

### 東埔山莊
東埔山莊位於臺中州新高郡蕃地的東埔溫泉，東埔山莊於1934年4月28日完工，從集集至東埔的臺車終點步行30分鐘可到達。現為東埔警光山莊。

### 高雄鎮南莊
高雄療養所又稱為「鎮南莊」，位於高雄市壽町，地處壽山下的西子灣旁，可俯瞰前方的海水浴場，在1934年5月14日舉行落成式。建物為兩層樓木造建築，由高雄州技師甘利哲郎、技手森山覺市監督設計，海野三次郎營造，工程費約16,800圓，現已不存。

### 台東紅葉谷山莊
紅葉谷山莊位於臺東廳關山郡蕃地的紅葉溫泉，其所在原本是溫泉派出所，山莊在1934年10月動工，1935年2月21日舉行落成式，總經費約4,600圓。

### 台東知本山莊
知本山莊位於臺東廳卑南庄的知本溫泉，於1939年11月23日舉行落成式，現為知本警光山莊。

## 出版圖書
- 實務資料犯罪即決（1923年）
- 司法警察理論及手續（1924年）
- 刑事訴訟法（1924年）
- 治安警察法要論（1924年）
- 司法警察職務要項（1924年）
- 會社其他特殊犯罪（1925年）
- 銃砲火藥及原動機講義錄（1925年）
- 實歷三十年血淚痕（1928年）
- 臺日辭典（1932年）[6]
- 臺灣警察法規（1936年）
- 臺灣統治回顧談（1943年）